# Universe (Film)
Universe ist ein Dokumentar-Kurzfilm von Lester Novros aus dem Jahr 1976.

## Inhalt und Hintergrund
Der 27-minütige Dokumentar-Kurzfilm handelt vom Universum. Das Weltall wird in seinem damals bekannten, geheimnisvollen und gewaltigen Ausmaß dargestellt. Dabei zeigt das Filmmaterial das zu der Zeit undenkbar Extreme von Größe und Zeit. Erzählt wird von Galaxien und subatomaren Teilchen, aber auch von kosmischen Ereignissen, die vor Millionen von Jahren geschehen sind, sowie von aktuelleren mikrokosmischen Ereignissen, die nur ein Milliardstel einer Sekunde dauerten.
Als Erzähler wirkte William Shatner mit, der zwischen 1966 und 1969 in der Fernsehserie Raumschiff Enterprise in 79 Folgen „Captain James T. Kirk“ darstellte, den Kommandanten des Raumschiffs.
Lester Novros produzierte den Film mit der von ihm 1941 gegründeten Filmproduktionsgesellschaft Graphic Films für die US-amerikanische Nationale Aeronautik- und Raumfahrtbehörde NASA (National Aeronautics and Space Administration).

## Auszeichnungen
Novros wurde für den Film bei der Oscarverleihung 1977 für den Oscar für den besten Dokumentar-Kurzfilm nominiert.